# Ernst Uddenberg
Ernst Georg Uddenberg, född den 15 september 1893 i Höganäs, Malmöhus län, död den 3 juni 1972 i Göteborg, var en svensk ämbetsman.
Uddenberg avlade studentexamen 1911, filosofie kandidatexamen vid Lunds universitet 1914 och juris kandidatexamen där 1919. Han blev extra ordinarie notarie i hovrätten över Skåne och Blekinge sistnämnda år och var notarie vid medicinska fakulteten i Lund 1921–1925. Efter tingstjänstgöring i Södra Åsbo och Bjäre häraders domsaga 1925–1928 blev Uddenberg tillförordnad notarie och biträdande fiskal i hovrätten över Skåne och Blekinge 1928, tillförordnad rådman och stadsnotarie vid rådhusrätten i Kristianstad samma år, extra länsnotarie i Kalmar 1929, tillförordnad länsnotarie där 1933, ordinarie länsnotarie och tillförordnad länsassessor där 1934. Han var länsassessor i Göteborgs och Bohus län 1941–1949 och landssekreterare där 1949–1959. Uddenberg var ordförande i Juridiska föreningen i Lund 1923–1926, styrelseledamot och sekreterare i Kalmar läns barnavårdsförbund 1930–1940, sekreterare i Kalmar läns södra landsting 1938–1940, ledamot av Sveriges statstjänstemannanämnd 1938–1940, vice ordförande i Göteborgs och Bohus läns civilförsvarsförbund och ordförande i dess arbetsutskott 1950–1960, vice ordförande i Göteborgs civilförsvarsförening 1950–1960, ordförande i dess arbetsutskott 1953–1960, samt ordförande i Göteborgs och Bohus läns brandkårsförbund 1957–1962. Han blev riddare av Vasaorden 1938 och av Nordstjärneorden 1951 samt kommendör av sistnämnda orden 1957.